# Myrbo
Myrbo är en ort i Älvkarleby kommun i Uppsala län. Orten ligger cirka 1,5 km öster om Marma. SCB avgränsade före 2015 och åter från 2020 till 2023 som en småort. Vid 2015 års småortsavgränsning visade sig att folkmängden i orten sjunkit till under 50 personer och småorten avregisterades.